# Höllkar
Höllkar är ett berg i Österrike.   Det ligger i distriktet Salzburg-Umgebung och förbundslandet Salzburg, i den centrala delen av landet, 230 km väster om huvudstaden Wien. Toppen på Höllkar är 1 169 meter över havet.
Terrängen runt Höllkar är kuperad åt nordväst, men åt sydost är den bergig. Närmaste större samhälle är Sankt Gilgen, 3,9 km söder om Höllkar. 
I omgivningarna runt Höllkar växer i huvudsak blandskog. Runt Höllkar är det ganska tätbefolkat, med 129 invånare per kvadratkilometer.